# Jeanne Lambert
Pour les articles homonymes, voir Lambert.
Jeanne Lambert est une actrice française, née en 1993.
Fille de l'humoriste Jean-Yves Lafesse, elle est notamment connue pour son rôle récurrent dans la série La Stagiaire ainsi que dans le film Bienvenue parmi nous.

## Biographie
Née en 1993, Jeanne Lambert est l'aînée des quatre enfants de l'humoriste Jean-Yves Lafesse, dont le vrai nom est Jean-Yves Lambert. Alors qu'elle a 16 ans, son père l'encourage à apprendre à gérer son énergie par le théâtre. Durant trois ans, elle étudie l'art dramatique auprès de Philippe Peyran-Lacroix au Théâtre de la Pépinière, à Paris. Elle se produit sur scène, dans la pièce Electronic City.
Elle tente de se lancer à l'écran mais ses premiers castings ne mènent à rien. En 2012, elle obtient un des principaux rôles dans le film Bienvenue parmi nous de Jean Becker, au côté de Miou-Miou et Patrick Chesnais,.
Sa vie d'actrice se poursuit surtout à la télévision en jouant un rôle récurrent dans la série La Stagiaire.

## Filmographie
Sauf indication contraire, les informations mentionnées dans cette section peuvent être confirmées par les bases de données cinématographiques IMDb et Allociné,  présentes dans la section « Liens externes ».

### Cinéma
- 2012 : Bienvenue parmi nous de Jean Becker : Marylou

### Télévision
- 2014-2021 : La Stagiaire (série télévisée) : Alice Meyer

### Clip
- 2020 : La Petite Mort de Ramon Pipin[5],[6]

## Théâtre
- 2010 : Electronic City de Falk Richter,  mise en scène d'Alexandre Oppeccini, théâtre de la Pépinière